# Миляев, Дмитрий Вячеславович
Дмитрий Вячеславович Миляев (род. 29 августа 1975, Киреевск, Тульская область) — российский государственный деятель. Действующий губернатор Тульской области с 12 сентября 2024 года (врио 15 мая — 12 сентября 2024).

## Биография
Родился 29 августа 1975 года в городе Киреевске Тульской области.
В 1997 году окончил Тульский государственный педагогический университет им. Л. Н. Толстого по специальности «История».
В 2003 году окончил ГОУ ВПО Московский государственный открытый педагогический университет имени М. А. Шолохова по специальности «Юриспруденция».
С 1997 по 1998 год Дмитрий Вячеславович проходил службу в Вооружённых силах РФ. А с февраля по май 1999 года был заместителем директора по социальным вопросам, исполняющий обязанности директора профессионального лицея № 25 им. Н. Демидова города Тулы.
С мая 1999 года по июнь 2000 года — заместитель директора по социальным вопросам, заместитель директора по социально-экономическим вопросам профессионального лицея № 25 им. Н. Демидова.
2000—2010 год был ведущим юрисконсультом и заместителем генерального директора по правовым вопросам и управлению персоналом. Также на тот момент являлся генеральным директором ОАО «Тульский комбинат хлебопродуктов».
С марта по октябрь 2010 года исполнял права генерального директора ЗАО «Тульский хлебокомбинат». А с ноября 2010 года по апрель 2011 года — генеральный директор ООО «Хлебозавод Ширинский». В том же году перешёл на аналогичную должность в ООО «Гигант».
С 2011 по 2014 год — заместитель министра — директор департамента государственной политики в министерстве сельского хозяйства Тульской области Правительства Тульской области.
С августа 2014 года по сентябрь 2016 года — министр сельского хозяйства Тульской области.
С 2016 по 2019 год — заместитель председателя правительства Тульской области.
С сентября по октябрь 2019 года — первый заместитель главы администрации города Тулы.
С октября 2019 года по октябрь 2022 года — глава администрации муниципального образования город Тула. В ноябре 2022 года по собственному желанию ушёл в отставку с поста главы администрации Тулы.
Секретарь местного (Тульского) отделения партии «Единая Россия».
С ноября 2022 года — первый заместитель губернатора Тульской области.

## Глава Тульской области
С 14 мая 2024 года — временно исполняющий обязанности губернатора Тульской области, 15 мая назначен временно исполняющим обязанности губернатора указом Владимира Путина. 
8 сентября 2024 года в Единый день голосования временно исполняющий обязанности губернатора Тульской области Дмитрий Миляев победил на выборах главы региона, набрав 78,53 % голосов. 12 сентября состоялась инаугурация.

## Семья
Женат, имеет двух сыновей.

## Награждён
- Орден Дружбы,
- Благодарность президента Российской Федерации,
- иными поощрениями и наградами.